# Jean-Joseph Renot
Pour les articles homonymes, voir Renot (homonymie).
Joseph Désiré Renot dit Jean-Joseph Renot, né le 29 janvier 1850 à Belleville et mort  le 2 janvier 1909 dans le 5e arrondissement de Paris, est un acteur, metteur en scène et dramaturge français.

## Biographie
Il effectue son service militaire avec Georges Lorin et commence sa carrière théâtrale en Province en 1869 avant d'obtenir en 1878 un premier grand rôle dans L'Amour et l'Argent au Théâtre Déjazet. Il reste la vedette de la troupe Déjazet jusqu'en 1880 puis passe au Théâtre des Nations (1883). Il joue ensuite à Bordeaux et Saint-Pétersbourg avant d'intégrer en 1893 la troupe du Théâtre de l'Ambigu-Comique où il finira sa carrière.
Mort à l'âge de 58 ans en son domicile de la rue Lagarde, Jean-Joseph Renot était divorcé depuis décembre 1902 de l'actrice Delphine Puvilland dite Delphine Renot et remarié à la comédienne Mathilde Ebinger depuis juin 1904.
Il est inhumé au cimetière parisien de Bagneux (32e division).

## Théâtre
- 1899 : À perpète, drame en cinq actes de Pierre Decourcelle et Edmond Lepelletier, Théâtre de l'Ambigu-Comique, 29 décembre : Morel
- 1899 : La Légion étrangère, drame en cinq actes de Jean La Rode et Alévy, Théâtre de l'Ambigu-Comique, 10 mai : Ponthieu
- 1899 : Les Chevaliers du brouillard, drame en cinq actes d'Adolphe d'Ennery et Ernest Bourget, Théâtre de l'Ambigu-Comique, 29 mars
- 1900 : Moineau franc, drame en cinq actes d'Eugène Guggenhein, Théâtre de l'Ambigu-Comique, 21 février : Lefèvre
- 1900 : La Duchesse de Berry, drame en cinq actes d'Arthur Bernède, Théâtre de l'Ambigu-Comique, 17 mars : Dermoncourt
- 1904 : Nana, drame en cinq actes de William Busnach, d'après Émile Zola, Théâtre de l'Ambigu-Comique, 6 février : Steiner